# Admiralty Sailing Directions
Die Admiralty Sailing Directions (ASD) sind eine britische Publikationsreihe mit Seehandbüchern (engl. Sailing Directions) des United Kingdom Hydrographic Office (UKHO). Sie ist aufgeteilt auf 76 Bände, darin werden die wichtigsten Schifffahrtsrouten und Häfen der Welt abgedeckt.

## Einführung
Die Reihe bietet wesentliche Informationen zur Unterstützung der Hafeneinfahrt und der Küstennavigation für alle Schiffsklassen auf See. Sie enthält gemäß den Ausrüstungsvorschriften nach SOLAS alle für die Schifffahrt notwendigen Revierinformationen. 
Den Eigenangaben zufolge bietet ein jeder Band Informationen über Navigationsgefahren, Betonnung, Lotsen, Vorschriften, allgemeine Hinweise zu Ländern, Hafenanlagen, saisonale Strömungen, Eis und klimatische Bedingungen. Diese Informationen könnten, wenn sie zusammen mit den offiziellen Admiralty-Karten verwendet würden, dazu beitragen, das Situationsbewusstsein auf der Kommandobrücke zu verbessern.
Zusätzlich zum Papierformat (Pilots) ist ein jeder Band auch als E-Buch (AENP) erhältlich und die Informationen werden wöchentlich durch Notices to Mariners (NMs) aktualisiert.

## Übersicht
Die folgende Übersicht zu den einzelnen Publikationen (Stand: 18. Feb. 2022) ist in der Originalsprache wiedergegeben (zu den durch Nummern angegebenen einzelnen Zonen – z. B. „NP55“ für die (östliche) Nordsee – siehe die Übersichtskarte des Coverage Diagram):
- NP1 - Africa Pilot Volume 1
- NP2 - Africa Pilot Volume 2
- NP3 - Africa Pilot Volume 3
- NP4 - South-East Alaska Pilot
- NP5 - South America Pilot Volume 1
- NP6 - South America Pilot Volume 2 (19th Edition)
- NP7 - South America Pilot Volume 3 (13th Edition, 2018)
- NP7A - South America Pilot Volume 4 (8th Edition, 2018)
- NP8 - Pacific Coasts of Central America and United States Pilot
- NP9 - Antarctic Pilot (9th Edition)
- NP10 - Arctic Pilot Volume 1 (9th Edition, 2016)
- NP11 - Arctic Pilot Volume 2 (12th Edition, 2018)
- NP12 - Arctic Pilot Volume 3 (10th Edition)
- NP13 - Australia Pilot Volume 1 (6th Edition)
- NP14 - Australia Pilot Volume 2
- NP15 - Australia Pilot Volume 3 (14th Edition, 2018)
- NP18 - Baltic Pilot Volume 1 (19th Edition)
- NP19 - Baltic Pilot Volume 2 (17th Edition, 2018)
- NP20 - Baltic Pilot Volume 3
- NP21 - Bay of Bengal Pilot
- NP22 - Bay of Biscay Pilot
- NP23 - Bering Sea and Strait Pilot
- NP24 - Black Sea and Sea of Azov Pilot
- NP25 - British Columbia Pilot Volume 1 (16th Edition)
- NP26 - British Columbia Pilot Volume 2 (11th Edition, 2017)
- NP27 - Channel Pilot
- NP28 - Dover Strait Pilot (13th Edition)
- NP30 - China Sea Pilot Volume 1
- NP31 - China Sea Pilot Volume 2
- NP32A - China Sea Pilot Volume 3 (3rd Edition, 2020)
- NP32B - A China Sea Pilot Volume 4 (3rd Edition, 2020)
- NP33 - Philippine Islands Pilot
- NP34 - Indonesia Pilot Volume 2
- NP35 - Indonesia Pilot Volume 3
- NP36 - A Indonesia Pilot Volume 1
- NP37 -  West Coasts of England and Wales Pilot (20th Edition, 2017)
- NP38 - West Coast of India Pilot
- NP39 - South Indian Ocean Pilot
- NP40 -  Irish Coast Pilot (21st Edition)
- NP41 - Japan Pilot Volume 1
- NP42A - Japan Pilot Volume 2
- NP42B - Japan Pilot Volume 3
- NP42C - Japan Pilot Volume 4 (6th Edition, 2020)
- NP43 - South and East Coasts of Korea, East Coast of Siberia and Sea of Okhotsk Pilot
- NP44 - Malacca Strait and West Coast of Sumatera Pilot (14th Edition)
- NP45 - Mediterranean Pilot Volume 1 (17th Edition, 2021)
- NP46 - Mediterranean Pilot Volume 2
- NP47 - Mediterranean Pilot Volume 3
- NP48 - Mediterranean Pilot - Volume 4
- NP49 - Mediterranean Pilot Volume 5 (15th Edition, 2020)
- NP50 - Newfoundland and Labrador Pilot (14th Edition, 2016)
- NP51 - New Zealand Pilot
- NP52 - North Coast of Scotland Pilot (10th Edition, 2018)
- NP54 - North Sea (West) Pilot
- NP55 - North Sea (East) Pilot (12th Edition, 2020)
- NP56 - Norway Pilot Volume 1 (17th Edition, 2018)
- NP57A - Norway Pilot Volume 2A (13th Edition, 2019)
- NP57B - Norway Pilot Volume 2B (10th Edition, 2017)
- NP58A - Norway Pilot Volume 3A
- NP58B - Offshore and Coastal Waters of Norway Pilot Volume 3B (8th Edition, 2018)
- NP59 - Nova Scotia and Bay of Fundy Pilot (16th Edition)
- NP60 - Pacific Islands Pilot Volume 1 (13th Edition, 2018)
- NP61 - Pacific Islands Pilot Volume 2 (13th Edition, 2017)
- NP62 -  Pacific Islands Pilot Volume 3 (15th Edition)
- NP63 - Persian Gulf Pilot
- NP64 - Red Sea and Gulf of Aden Pilot
- NP65 - St. Lawrence Pilot (19th Edition)
- NP66A - South West Coast of Scotland Pilot (2nd Edition)
- NP66B - North West Coast of Scotland Pilot (2nd Edition 2019)
- NP67 - West Coasts of Spain and Portugal Pilot
- NP68 - East Coast of the United States Pilot Volume 1
- NP69 - East Coast of the United States Pilot Volume 2
- NP69A - East Coasts of Central America and Gulf of Mexico Pilot (8th Edition)
- NP70 - West Indies Pilot Volume 1
- NP71 - West Indies Pilot Volume 2 (18th Edition, 2017)
- NP72 - Barents Sea and Beloye More Pilot